# Обамеянг, Катилина
Катилина Обамеянг (род. 1 сентября 1983, Либревиль) — габонский футболист, полузащитник. Выступал за сборную Габона.

## Карьера
Начинал футбольную карьеру в Европе с команды «Реджана». В 2000 году ушёл в «Милан». В сезоне 2001/02 дебютировал в Кубке УЕФА против БАТЭ. В сезоне 2003/04 провёл один матч в Лиге чемпионов против «Депортиво Ла-Корунья». В период выступления за «Милан» уходил в аренду в клубы «Триестина», «Римини», «Анкона», «Лугано», «Кьяссо». Позже играл за габонский «105 Либревиль», французские «Париж», «Аяччо» и «Газелек», габонский «Сапен», итальянские «Вербано», «Кайрате», «Традате» и «Моццате», «Фаньяно Олата».

### Международная
Выступал за молодёжную сборную Франции до 19 лет. Сыграл 4 матча и забил 1 гол за сборную Габона.

## Достижения

### Клубные
Милан
- Чемпион Лига чемпионов УЕФА 2002/2003

## Статистика

### Голы за сборную
| #                 | Дата            | Место         | Соперник | Счёт | Результат | Соревнование                                       |
| ----------------- | --------------- | ------------- | -------- | ---- | --------- | -------------------------------------------------- |
| 1.                | 5 Сентября 2004 | Аннаба, Алжир | Алжир    | 0-3  | Победа    | Чемпионат мира по футболу 2006 (отборочный турнир) |
| На 3 августа 2015 |                 |               |          |      |           |                                                    |

## Личная жизнь
Сын футболиста Пьера Обамеянга. Является братом Вилли Обамеянгу и Пьеру-Эмерику Обамеянгу.